# Alexander Šumski

Alexander Šumski

Alexander Šumski (in Deutschland meist Alexander Sumski, rumänisch Alexandru Șumski; * 26. November 1933 in Timișoara, Königreich Rumänien; † 23. Juli 2022 in Tübingen, Deutschland) war ein rumänisch-deutscher Musikwissenschaftler, Pianist, Dirigent, Komponist und ehemaliger Universitätsmusikdirektor in Tübingen.

## Leben und Wirken
Alexander Šumski erhielt seine musikalische Ausbildung in den Fächern Klavier, Kompositionslehre und Dirigieren an der Hochschule für Musik Bukarest; Meisterkurse bei Franco Ferrara in Siena und Venedig ergänzten seine dirigentische Ausbildung. 1984 promovierte Šumski an der Universität Hamburg im Fach Musikwissenschaft über das Thema „Studien zur rumänischen Kirchenmusik“.
Seine musikalische Laufbahn begann Šumski als Konzertpianist in seinem Heimatland Rumänien. Als Dirigent übernahm er 1960 die Leitung des Rumänischen Rundfunkchores in Bukarest, 1964 wurde er Leiter der Banater Philharmonie, 1968 Chefdirigent des Akademischen Sinfonieorchesters Bukarest. Zugleich unterrichtete Šumski als Dozent der Bukarester Musikhochschule Musiktheorie und Solfège.
1972 übersiedelte Šumski nach Deutschland und war bis 1999 Universitätsmusikdirektor in Tübingen. Zu seinen Aufgaben gehörte neben einem Lehrauftrag am musikwissenschaftlichen Institut die Leitung des Sinfonieorchesters der Universität und des Universitätschores.
Mit dem Sinfonieorchester der Universität führte Šumski nahezu alle Schlüsselwerke des symphonischen Repertoires auf. Zahlreiche Solisten von Weltrang, u. a. Anne-Sophie Mutter, Bruno Leonardo Gelber, Helen Donath, Barry Tuckwell, David Geringas, Emmanuel Krivine und Gerhard Oppitz musizierten unter Šumskis Leitung mit dem studentischen Orchester.
1973 gründete Alexander Šumski die Camerata vocalis, den Kammerchor der Universität. Die außergewöhnliche technische Flexibilität, die reiche Palette an Klangfarben und die überzeugende stimmliche Leistung machten die Camerata zu einem wichtigen musikalischen Botschafter der Tübinger Universität. Konzerte und gemeinsame Musikprojekte führten die jungen Sänger in nahezu alle europäischen Länder und seit Beginn der 1980er Jahre regelmäßig auf den afrikanischen Kontinent. Zahlreiche Aufnahmen und Rundfunksendungen mit dem Südwestfunk Baden-Baden oder mit Radio France – France Musique in Paris zeugen von dem großen Erfolg der Camerata.
Interdisziplinäre Veranstaltungen mit bedeutenden Professoren der Universität, wie Hans Küng (Mozarts Klarinettenkonzert, Brückners 8. Symphonie), Hansmartin Decker-Hauff (Brittens „Young Person’s Guide“) und dem Slawisten Ludolf Müller (Tschechow und Tschaikowski), machten das Collegium musicum zu einem wichtigen Partner im neu geschaffenen Studium generale.
Šumski machte sich zur Aufgabe, junge Solisten zu fördern. So debütierte die damals 11-jährige Anne-Sophie Mutter 1975 mit Mendelssohns Violinkonzert im Tübinger Festsaal, begleitet von den Tübinger Studenten.
Von 1985 bis 2005 betreute er die Reihe „Forum junger Interpreten“, einer Konzertreihe an der Kreissparkasse Reutlingen.
Von 1978 bis 1980 war Šumski neben seiner Tübinger Tätigkeit Chordirektor beim Norddeutschen Rundfunk in Hamburg.
Zusammen mit verschiedenen Kammerensembles unterschiedlicher Besetzung leitete Šumski zahlreiche Tübinger Erstaufführungen, darunter Stravinskis „Geschichte vom Soldaten“, Schönbergs „Pierrot lunaire“ oder Poulencs Orgelkonzert.
Mehrere Jahre leitete Šumski auch das Tübinger Kammerorchester. Zudem wurde er als Gastdirigent zahlreicher renommierter Sinfonieorchester eingeladen, unter anderem beim Norddeutschen Rundfunk in Hamburg und Hannover, beim Orquesta National in Caracas, bei den Minsker Philharmonikern oder beim Nationalorchester des Rumänischen Rundfunks in Bukarest. Auch leitete er Konzerte bedeutender internationaler Musikfestivals, so beim Amazonas-Festival in Manaus, beim Enescu-Festival in Bukarest, beim Festival für Geistliche Musik in Riga und beim Bodenseefestival. Tourneereisen führten ihn in viele Länder Europas, nach Nord- und Südamerika sowie nach Afrika, Asien und Australien.
Als Musikwissenschaftler widmete sich Alexander Šumski zunächst der byzantinischen Musik, insbesondere der rumänischen Psaltikie und der geistlichen Chormusik rumänischer Komponisten.
Seit den 1980er Jahren liegt der Schwerpunkt seiner musikwissenschaftlichen Tätigkeit auf der Erforschung, Bearbeitung und Wiederaufführung von Werken oberschwäbischer Klosterkomponisten des 18. Jahrhunderts. In der von Šumski 1986 ins Leben gerufenen Forschungs- und Editionsstelle für oberschwäbische Klostermusik an der Universität Tübingen wurden bis 2005 nahezu 300 Kompositionen aus den ehemaligen Klöstern Oberschwabens neu entdeckt, bearbeitet und der modernen Aufführungspraxis angepasst. Unter Šumskis Leitung wurden sie an den jeweiligen Entstehungsorten aufgeführt, im Studio des Südwestrundfunks Baden-Baden produziert und als CDs in der Reihe „Musik in oberschwäbischen Klöstern“ bei Orchestrola/da music herausgebracht.

## Ehrungen
Die Universität Tübingen verlieh Šumski den Titel eines Professors. 2005 wurde Alexander Šumski mit dem Bundesverdienstkreuz am Bande ausgezeichnet, 2008 wurde er Ehrenbürger seiner rumänischen Heimatstadt, 2011 erhielt er von Papst Benedikt XVI. die Würde eines Komturs des Ordens des Hl. Silvester. Die Ehrenmitgliedschaft in der Nikolaus-Betscher-Gesellschaft Berkheim wurde ihm 2021 verliehen.

## Ehrenamtliche Tätigkeiten
Alexander Šumski war ehrenamtlich aktiv als Mitglied des erweiterten Bundesvorstands des Deutschen Komponistenverbands. Zudem arbeitete er in zahlreichen Verbänden mit: u. a. als Kuratoriumsmitglied der Internationalen Schulmusikakademie Schloss Kapfenburg, als Mitglied des Kuratoriums „Jugend komponiert“ im Landesmusikrat Baden-Württemberg, als Kurator der Deutsch-Italienischen Kulturgesellschaft (ACIT) Venedig. Von 1998 bis 2014 war er Mitglied des Rundfunkrats des Südwestrundfunks.
Nach dem Eintritt in den Ruhestand setzte Sumski seine berufliche Tätigkeit sowohl als Praktiker als auch als Musikwissenschaftler fort. Er leitete noch bis 2005 die Forschungs- und Editionsstelle für oberschwäbische Klostermusik an der Universität Tübingen. Unter seiner Ägide wurden alle Partituren und Editionsmaterialien zur oberschwäbischen Klostermusik in der Diözesanbibliothek Rottenburg untergebracht. Als Musikwissenschaftler und Dirigent blieb Šumski weiterhin tätig.

## Werke

### Musikwissenschaft (Auswahl)
- Studien zur Rhythmik der rumänischen Folklore. 104 Übungen für Studenten der Musikhochschule. Kultusministerium, Bukarest 1965.
- Theoretikon der rumänischen Psaltikie. Verein für Ostkirchliche Musik, Flüeli-Ranft 1982, ISBN 978-3-909097-01-2.
- Studien zur rumänischen Kirchenmusik um 1900. Dumitru Georgescu Kiriac und der neo-modale Stil. Verein für Ostkirchliche Musik, Gersau 1986, ISBN 978-3-909097-02-9.
- Ulrich Siegele (Hrsg.): Oberschwäbische Klostermusik im europäischen Kontext. Alexander Sumski zum 70. Geburtstag. Peter Lang, Frankfurt am Main usw. 2004, ISBN 978-3-631-51906-6.

### Tonträger (Dirigent Šumski)
Langspielplatten
- Haydn, Symphonie Nr. 6, „Der Morgen“, A. Marcello, Oboenkonzert, Mozart, Symphonie 24, KV 182, Radu Chişu, Oboe, Das Akademische Orchester Bukarest, Dirigent Alexandru Şumski, ECE 0630, 1965
- Couperin, Pièces en Concert, Vivaldi, Konzert für Cello und Streicher in h-Moll, Radu Aldulescu, Violoncello, Bukarester Streicher, Dirigent Alexandru Şumski, ECD 1047, 1966
- Beethoven, Klavierkonzert Nr. 5, Filarmonica Timişoara, Radu Lupu, Klavier, LP Electrecord, 1967
- Haydn, Marcello, Mozart, Orchestra Accademica Bucureşti, LP, Electrecord ECE 0630, 1968
- Grigoriu, Marcello, Vancea, Orchestra Academica Bucureşti, LP, Electrecord C.S./1, 1968
- Tschaikowski, Rococo-Variationen, Saint-Saëns, Cello-Konzert, Filarmonica Timişoara, Radu Aldulescu, Violoncello, Electrecord, ECE-0250, 1965
- Tschaikowski, Rococo-Variationen, Saint-Saëns, Cello-Konzert, Filarmonica Timişoara, Radu Aldulescu, Violoncello, LP, Audio/Visuals, Barcelona, B-20.1372
- Slawische Kathedralchöre, Bortnjanskij, Mokranjac, Rachmaninov, Camerata vocalis der Universität Tübingen, Maxisingle, TABOR 7297, 1975
- Crucii Tale, Gesänge der rumänischen Liturgie, Camerata vocalis der Universität Tübingen, Maxisingle, TABOR 7298, 1975
- Robert Schumann, Faust-Szenen, NDR-Chor, Einstudierung Alexander Šumski, LP, SWF 66.28186, 1979
- Mozart, Klavierkonzert KV 595, Beethoven, Chorfantasie op. 80, Camerata vocalis, Sinfonieorchester der Universität, Robert Alexander Bohnke, Klavier, LP, ATT, 1979
- Mendelssohn, „Laudate pueri“, Chor und Sinfonieorchester des NDR, LP, NDR Hamburg, 1982
- Liszt, Missa choralis, Camerata vocalis der Universität Tübingen, LP, ATT, 1986

Compact-Disc
- Stravinski, Suite Nr. 2, Mendelssohn, Violinkonzert, Britten, „The Young Person's Guide to the Orchestra“, Sinfonieorchester der Universität Tübingen, Anne-Sophie Mutter, Violine, CM, 1975
- Nikolaus Betscher, 12 Gesellschaftslieder, Camerata vocalis der Universität Tübingen, CD, SWF, 1987
- Friedrich Silcher, 4 Chöre a-cappella, Camerata vocalis der Universität Tübingen, CD, Matinee-Konzert KSK Reutlingen, 1997
- Afrika singt/Mwana ndi chuma, Chöre aus Togo, Gabun, Kamerun und Malawi, Camerata vocalis der Universität Tübingen, CD, ATT, 1996
- Friedrich Silcher, 8 Chöre a-cappella, Camerata vocalis der Universität Tübingen, CD, SWR, 1997
- Brahms, Liebesliederwalzer, Neue Liebesliederwalzer, Maria Venuti, Michael Nowak, Klavierduo Stenzl, Camerata vocalis der Universität Tübingen, CD, SWR, 1999
- Romania cantat, Romanische Lieder für Chor a cappella, Camerata vocalis der Universität Tübingen, CD, ATT, 1980
- Geistliche Chormusik von Liszt, Bruckner und Tschaikowsky, Camerata vocalis der Universität Tübingen, CD, SWR, 2000
- G. F. Händel, „Das Alexanderfest“, Cornelia Götz, Sopran, Hans-Jürgen Schöpflin, Tenor, Egbert Junghans, Bass, Matthias Eisenberg, Cembalo/Orgel, Staatschor der Republik Lettland „Latvia“, SWR Sinfonieorchester, Alexander Sumski, Leitung, Bodenseefestival, SWR, 2000
- Anton Bruckner, Messe in f-Moll, Maria Venuti, Sopran, Ruth Sandhoff, Alt, Viesturs Jansons, Tenor, Andreas Reibenspies, Bass, Staatschor der Republik Lettland „Latvia“, SWR Sinfonieorchester, Alexander Sumski, Leitung, Bodenseefestival, SWR, 2004
- Junge Kammerphilharmonie Temeschburg, Werke von Kayser, Heichlinger und Mozart, Maria Venuti, Sopran, Andreas Reibenspies, Bariton, Anna Erchinger, Klarinette, Dir. Sumski, CD, PSM 260606, 2005
- Forum junger Interpreten, 25 Jahre Matinee-Konzerte in der KSK Reutlingen, Felix Mendelssohn Bartholdy, Sinfonia X, Wolfgang Amadeus Mozart, Violinkonzert KV 216, Rosa Neßling, Violine, Camerata Suevica, Dir. Sumski, CD, Bauer Studios, 2010

### Musik in oberschwäbischen Klöstern
Ehemalige Prämonstratenser-Reichsabtei Rot an der Rot
- Werke von Nikolaus Betscher
  - Missa in C von 1794, Te Deum in D für Soli, Chor und Orchester, Renate Brosch, Helga Spatzek, Sopran; Sabine Mayer, Alt, Eberhard Schuler-Meybier, Tenor; Ernst-Wolfgang Lauer, Bariton, Richard Anlauf, Bass,
  - Camerata vocalis der Universität Tübingen, Christophorus-Kantorei Altensteig, Mitglieder des SWF Sinfonieorchesters Baden-Baden, Leitung: Alexander Sumski, CD da music 77304, Orchestrola 1991

Ehemalige Prämonstratenser-Reichsabtei Marchtal
- Werke von Sixt Bachmann und Isfrid Kayser
  - Sixt Bachmann, Fugen Nr. 3 bis 7 aus X Fugues célèbres pour l'orgue ou le clavecin, Isfrid Kayser, Missa Solennis in C für 2 Chöre, Solisten, Orgel und Orchester, Kyrie aus op. II Nr. 6 für Chor, Streicher und Continuo
  - Cantata op. I Nr. 4 „De uno martyre“ für Bass und Orchester
  - Regine Hermann, Sopran, Hans-Jürgen Schöpflin / Eberhard Schuler-Meybier, Tenor, Martin Gantner / Michael Volle, Bass, Matthias Eisenberg, Orgel, Stefan Hölker, Continuo, Camerata vocalis der Universität Tübingen, Christophorus-Kantorei Altensteig, Mitglieder des SWF Sinfonieorchesters Baden-Baden, Leitung: Alexander Sumski, CD da music 77305, Orchestrola 1991

- Kirchenkonzert in Gutenzell
  - Georg Friedrich Händel, „Feuerwerksmusik“, Ernest Weinrauch, „Salve Regina“, Andreas Heichlinger, „Accetta, o Dio“, Anton Bruckner, 7 Motetten, Francis Poulenc, Orgelkonzert
  - Simone Nold, Sopran, Matthias Eisenberg, Orgel, Camerata vocalis der Universität Tübingen, Mitglieder des SWF Sinfonieorchesters Baden-Baden, Leitung: Alexander Sumski, CD Südwestfunk/Pallas, 1991

Ehemalige Benediktiner-Reichsabtei Zwiefalten
- Werke von Ernest Weinrauch
  - Große Messe in C für Soli, Chor und Orchester, „Salve Regina“ für Chor, Kammerorchester und Orgel, „Dixit Dominus“ aus der Vesperae de Apostolis
  - Annette Ruoff, Sopran, Birgit Huber, Alt, Hans-Jürgen Schöpflin, Tenor, Reinhard Hagen, Bass, Matthias Eisenberg, Orgel, Camerata vocalis der Universität Tübingen, Christophorus-Kantorei Altensteig,
  - Mitglieder des SWF Sinfonieorchesters Baden-Baden, Leitung: Alexander Sumski, CD da music 77306, Orchestrola 1992

Benediktinerabtei Ottobeuren
- Werke von Franz Xaver Schnizer
  - „Domine, Dixit und Magnificat“ für Soli, Chor und Orchester, „Ave maris stella“ für Alt Solo und Streicher, „Alma redemptoris mater“ für Solohorn, Chor und Orchester, „Regina coeli“ für Tenor Solo, Chor und Streicher, „Veni Sancte Spiritus“ für Chor und Orchester, Musik aus dem Singspiel „Zenon Imperator“
  - Annette Ruoff, Sopran, Birgit Huber, Alt, Hans-Jürgen Schöpflin, Tenor, Daniel Kaleta, Bass, Will Sanders, Horn, Camerata vocalis der Universität Tübingen, Mitglieder des SWF Sinfonieorchesters Baden-Baden, Leitung: Alexander Sumski, CD da music 77308, Orchestrola 1992

Ehemalige Zisterzienser-Reichsabtei Salem
- Andreas Heichlinger: „Veni sponsa Christi“, „Accetta, o Dio“ für Sopran Solo und Streicher, Franz Xaver Schlecht: Te Deum für Soli, Chor und Orchester, Jakob Sommer: „Ecco quell'ora fortunata“ für Alt Solo und Streicher, Heichlinger/Schlecht: Missa S. beati conf. für Soli, Chor und Orchester
- Cornelia Götz, Sopran, Yvonne Albes, Alt, Hans-Jürgen Schöpflin, Tenor, Ernan Iturralde, Bass, Camerata vocalis der Universität Tübingen, Chor der Universität Jena, Mitglieder des SWF Sinfonieorchesters Baden-Baden, Leitung: Alexander Sumski, CD da music 77309, Orchestrola 1992

Ehemalige Benediktiner-Reichsabtei Ochsenhausen
- Joseph Haydn: Stabat mater (deutsch) für Soli, Chor und Orchester, Gregor Schmid: „O Jesu, dilecte“, Arie für Sopran, Flöte und Streicher, Æmilian Rosengart: Magnificat III in D-Dur, Hymnus „De beata“ für Baß, Chor und Orchester, „Ave Maria“ für Chor a cappella, Missa in B für Soli, Chor und Continuo, „Te Deum laudamus“ für Soli, Chor und Orchester
- Cornelia Götz, Sopran, Ruth Sandhoff, Alt, Hans-Jürgen Schöpflin/Anatolij Lomunov, Tenor, Egbert Junghanns, Kirill Zukov, Bass, Camerata vocalis der Universität Tübingen, Akademischer Chor „Lučnica“ Bratislava,
- Coro Polifonico dell'Università di Venezia, Rundfunk- und Fernsehchor St. Petersburg, Mitglieder des SWF Sinfonieorchesters Baden-Baden, Leitung: Alexander Sumski, Doppel-CD da music 77324, Orchestrola 1993

Ehemalige Klosterkirche Sankt Kosmas und Damian, Gutenzell
- Georg Friedrich Händel: Feuerwerksmusik, Ernest Weinrauch: „Salve Regina“ für Chor, Orchester und Orgel, Andreas Heichlinger: „Accetta, o Dio“ für Sopran und Streicher, Anton Bruckner: Motetten für Chor a cappella,
- Francis Poulenc: Konzert g-Moll für Orgel, Streicher und Pauken
- Simone Nold, Sopran, Matthias Eisenberg, Orgel, Camerata vocalis der Universität Tübingen, Sinfonieorchester der Universität Tübingen, Münchener Blechbläser-Ensemble, Leitung: Alexander Sumski, Produktion: Südwestfunk, Landesstudio Tübingen, CD Handwerkskammer Ulm 1993

Ehemalige Prämonstratenser-Reichsabtei Rot an der Rot
- Werke von Nikolaus Betscher
  - Missa brevis in g, Magnificat in D, Missa pastoritia
  - Cornelia Götz, Sopran; Ruth Sandhoff, Alt, Hans-Jürgen Schöpflin, Anatolij Lomunov, Tenor, Egbert Junghanns, Hernan Iturralde, Bass, Camerata vocalis der Universität Tübingen, Akademischer Chor „Lučnica“ Bratislava,
  - Coro Polifonico dell' Università di Venezia, Cantare Audire, Windhoek, Mädchenkantorei St. Johannes, Saulgau, Mitglieder des SWF Sinfonieorchesters Baden-Baden, Leitung: Alexander Sumski, CD da music 77329, Orchestrola 1994

Ehemalige Prämonstratenser-Reichsabtei Rot an der Rot
- Werke von Nikolaus Betscher
  - Te Deum in D-Dur für Soli, Chor, Orchester und Orgel, Psalm 129 „De profundis“ für Bass Solo, Orchester und Orgel, Requiem in c-Moll, Vesperae de Confessore in C-Dur für Soli, Chor und Orchester
  - Cornelia Götz, Sopran; Annina Papazian, Alt; Hans-Jürgen Schöpflin, Tenor; Hernan Iturralde, Bass, Matthias Eisenberg, Orgel, Camerata vocalis der Universität Tübingen, Coro Polifonico dell' Università di Venezia,
  - Mitglieder des SWF Sinfonieorchesters Baden-Baden, Leitung: Alexander Sumski, CD da music 77331, Orchestrola 1995

Ehemalige Benediktiner-Reichsabtei Zwiefalten
- Werke von Ernest Weinrauch
  - Requiem in c-Moll für Solisten, Chor und Orchester, Missa in g-Moll für Solisten, Chor, Orchester und Orgel,
  - Stefana Tiron, Sopran, Ruth Sandhoff, Alt, Hans-Jürgen Schöpflin, Tenor, Hernan Iturralde, Bass, Bernhard Kugler, Orgel, Camerata vocalis der Universität Tübingen, Coro Polifonico dell' Università di Venezia,
  - Mitglieder des SWF Sinfonieorchesters Baden-Baden und Freiburg, Leitung: Alexander Sumski, CD da music 77334, Orchestrola 1997

Ehemalige Zisterzienser-Reichsabtei Salem
- Franz Xaver Schlecht: Lauretanische Litanei, Jakob Sommer: Missa in B für Soli, Chor und Orchester
- Cornelia Götz, Sopran, Ruth Sandhoff, Alt, Hans-Jürgen Schöpflin, Tenor; Hernan Iturralde, Bass, Camerata vocalis der Universität Tübingen, Akademischer Chor Zerotín Olmütz/Olomouc, Mitglieder des SWR Sinfonieorchesters Baden-Baden und Freiburg, Leitung: Alexander Sumski, CD da music 77337, Orchestrola 1998

Geistliche Werke von Conradin Kreutzer
- Missa in B-Dur KWV 3111, „Messkircher Messe“, Te Deum in D-Dur KWV 3301, Missa de Sta. Francisca in Es-Dur KWV 3105
- Cornelia Götz, Sopran, Ruth Sandhoff, Alt, Hans-Jürgen Schöpflin, Tenor, Egbert Junghanns, Bass, Staatschor der Republik Lettland „Latvia“, Riga, Mitglieder des SWR Sinfonieorchesters Baden-Baden und Freiburg, Leitung: Alexander Sumski, CD da music 77339, Orchestrola 2000
- Conradin Kreutzer: Messe in B-Dur KWV 3111, „Messkircher Messe“
- Cornelia Götz, Sopran, Ruth Sandhoff, Alt, Hans-Jürgen Schöpflin, Tenor, Herman Iturralde, Bass, Kreutzer-Chor Meßkirch (Einstudierung Thomas Braun), Camerata vocalis der Universität Tübingen, Mitglieder des SWR Sinfonieorchesters Baden-Baden und Freiburg, Leitung: Alexander Sumski, CD VMO 3, 1999, CD HWK 13, 1999, CD da music 77339, Orchestrola 2000

Ehemalige Prämonstratenser-Reichsabtei Rot an der Rot
- Werke von Nikolaus Betscher
  - Magnificat in D-Dur für Soli, Chor und Orchester, „Zum Gedächtnistage aller Seelen“ für Chor a cappella, Requiem in g-Moll, Psalm 115 „Credidi“ für Chor und Orchester, Missa brevis in g-Moll, Te Deum in D-Dur für Soli, Chor und Orchester
  - Cornelia Götz, Sopran, Claudia Schubert, Alt, Viestus Jansons, Tenor; Hernan Iturralde, Bass, Staatschor der Republik Lettland „Latvia“, Riga, Mitglieder des SWR Sinfonieorchesters Baden-Baden und Freiburg,
  - Leitung: Alexander Sumski, CD da music 77340, Orchestrola 2001

Aus dem Himmelreich des Barock. Musik aus oberschwäbischen Klöstern. Geburtstagsfest mit Freunden – 50 Jahre Baden-Württemberg
- Andreas Heichlinger: „Accetta o Dio“ Rezitativ und Arie für Sopran und Streicher, Isfrid Kayser:  „Vesperae Dominicalis ex A“ für Soli, Chor und Orchester, Nikolaus Betscher: Missa in C für Soli, Chor und Orchester
- Maria Venuti, Sopran, Triin Maran, Alt, Steffen Doberauer, Tenor, Leandro Fischetti, Bass, Universitätskammerchor ELTE „Pro Musica“, Budapest, Universitätskammerchor „Collegium musicum“, Warschau, Deutsch-Französisches Kammerorchester des Landesmusikrates Baden-Württemberg, Leitung: Alexander Sumski, VMO 5 / 2002

Ehemalige Benediktiner-Reichsabtei Zwiefalten
- Werke von Ernest Weinrauch
  - Oratorium „Kain und Abel“ für Soli, Chor und Orchester
  - Cornelia Götz, Sopran, Ruth Sandhoff, Alt, Markus Schäfer, Tenor, Wolf Matthias Friedrich, Baß, Egbert Junghanns, Bass, Staatschor der Republik Lettland „Latvia“ Riga,
  - Mitglieder des SWR Sinfonieorchesters Baden-Baden und Freiburg, Leitung: Alexander Sumski, CD da music, Orchestrola 77341 / 2003

Ehemalige Benediktiner-Reichsabtei Zwiefalten
- Werke von Ernest Weinrauch
  - „Salve Regina“ für Chor und Orchester, Magnificat aus der „Vesperae de Apostolis“, Oratorium „Kain und Abel“ für Soli, Chor und Orchester
  - Cornelia Götz, Sopran, Ruth Sandhoff, Alt, Markus Schäfer, Tenor, Wolf Matthias Friedrich, Baß, Egbert Junghanns, Bass, Staatschor der Republik Lettland „Latvia“ Riga,
  - Mitglieder des SWR Sinfonieorchesters Baden-Baden und Freiburg, Leitung: Alexander Sumski, CD da music, Orchestrola 77341 / 2003

Geistliche Werke aus den Prämonstratenser-Abteien Rot an der Rot, Marchtal und Schussenried
- Nikolaus Betscher: Missa brevis in G für Sopran, Alt, Chor und Streicher, Isfrid Kayser: Cantata Nr. 4 „De uno martyre“ für Bass solo und Orchester, Wilhelm Hanser: Sechs Psalmvertonungen für Solisten und Orchester aus „Psalmodia Vespertina“ op. 1
- Maria Venuti, Sopran; Ruth Sandhoff, Alt,  Viesturs Jansons, Tenor; Andreas Reibenspies, Bass, Staatschor der Republik Lettland „Latvia“ Riga,
- Mitglieder des SWR Sinfonieorchesters Baden-Baden und Freiburg, Leitung: Alexander Sumski, VMO 6 / 2004

### Videoproduktionen
- Gutenzell
  - Nikolaus Betscher: Missa pastoritia für Soli, Chor und Orchester
  - Cornelia Götz, Sopran, Ruth Sandhoff, Alt, Hans-Jürgen Schöpflin, Tenor, Hernan Iturralde, Bass, Camerata vocalis der Universität Tübingen, Mädchenkantorei St. Johannes, Saulgau
  - Mitglieder des SWF-Sinfonieorchesters Baden-Baden, Leitung: Alexander Sumski, Produktion: Südwestfunk Baden-Baden, 1991

- Birnau
  - Andreas Heichlinger/Franz Xaver Schlecht: Missa S. beati conf. für Soli, Chor und Orchester
  - Cornelia Götz, Sopran, Yvonne Albes, Alt, Hans-Jürgen Schöpflin, Tenor, Ernan Iturralde, Bass, Camerata vocalis der Universität Tübingen, Chor der Universität Jena
  - Mitglieder des SWF-Sinfonieorchesters Baden-Baden, Leitung: Alexander Sumski, Produktion: Südwestfunk Baden-Baden, 1992

- Obermarchtal
  - Sixt Bachmann: Missa Solennis in C für Soli, 2 Chöre, Orgel und Orchester
  - Renate Lücke-Hermann, Sopran, Ruth Sandhoff, Alt, Hannes Böhm und Claus-Heinrich Gerstmann, Tenor, Egbert Junghanns und Hernan Iturralde, Bass,
  - Camerata vocalis der Universität Tübingen, St. Johannes-Kantorei Saulgau, Mitglieder des Südwestfunk-Sinfonieorchesters Baden-Baden, Leitung: Alexander Sumski
  - Produktion: Südwestfunk Baden-Baden, 1992; Format: HDTV

- Bukarest
  - Nikolaus Betscher: Missa in C für Soli, Chor und Orchester; Andreas Heichlinger: „Accetta, o Dio“, Rezitativ und Arie für Sopran solo und Streicher
  - Rundfunkchor Bukarest, Rundfunksymphonieorchester Bukarest, Leitung: Alexander Sumski, Produktion: Rumänisches Fernsehen Bukarest, 1996

- Weingarten
  - „Alle Jahre wieder – Weihnachten mit dem Bundespräsidenten“
  - Andreas Heichlinger: „Accetta, o Dio“, Rezitativ und Arie für Sopran solo und Streicher; Franz Xaver Schnizer: Graduale „Juga et plana“ für 2 Alphörner solo, Chor und Streicher
  - Maria Venuti, Sopran, Camerata vocalis der Universität Tübingen, Junge Kammerphilharmonie Baden-Württemberg, Leitung: Alexander Sumski, Produktion: Zweites Deutsches Fernsehen, 1998

- Yaoundé
  - Atelier de Musique Chorale
  - Weinrauch: „Salve Regina“, Sommer: „Ecco quell’ora fortunata“; Heichlinger: „Accetta, o Dio“
  - Esperansa Friedrich, Sopran, Camerata suevica, Stuttgart, Chorale de Chambre Yaoundé, Leitung Alexander Sumski, DVD, Goethe-Institut Yaoundé, 2009